# جائزة فرنسا الكبرى للدراجات النارية 2009
جائزة فرنسا الكبرى للدراجات النارية 2009 هو سباق دراجات نارية أقيم بتاريخ 17 مايو 2009 في لو مان. كان الجولة الرابعة من أصل 17 في سباق الجائزة الكبرى للدراجات النارية موسم 2009. فاز الإسباني خورخي لورنزو بفئة الموتو جي بي بينما جاء الإيطالي ماركو ميلاندري في المركز الثاني وحصل على المركز الثالث الإسباني داني بيدروسا.

## وصلات خارجية
- الموقع الرسمي